# Demade
Demade del demo di Peania (in greco antico: Δημάδης?, Dēmádēs; 380 a.C. – Pella, 318 a.C.) è stato un oratore e politico ateniese del partito filomacedone, anche se nella sua carriera passò più volte da questo schieramento a quello opposto.

## Biografia
Demade era un uomo di umili origini e si diceva che un tempo avesse lavorato come semplice marinaio, ma riuscì  ad ottenere i primi impieghi nel governo di Atene grazie alla sua eloquenza e alla sua abilità. Egli apparteneva al partito filomacedone ed era acerrimo nemico di Demostene, con il quale si scontrò già all'epoca della guerra contro Olinto nel 349 a.C. e con cui intrattenne relazioni ostili fino alla morte: quando, su consiglio di Antipatro e Cratero, Demostene e i suoi sostenitori dovettero lasciare Atene, Demade convinse il popolo ad emanare una sentenza di morte contro di loro.
Fu fatto prigioniero da Filippo II di Macedonia durante la battaglia di Cheronea, nel 338 a.C., ma dopo lo scontro, quando il re esaminò i prigionieri, Demade dimostrò a Filippo la sua cattiva condotta con franchezza ma educazione e seppe conquistarsi la stima del re macedone, che non solo liberò lui, ma anche tutti i prigionieri ateniesi senza chiedere riscatto e concluse un trattato di pace con la loro città. Da quel momento divenne sostenitore della Macedonia, sia per convinzione, sia per puro interesse venale: ricevette infatti da Filippo molti doni e si dice che gli venne donata la grande somma di dieci talenti. In tal modo egli fece prevalere ad Atene delle proposte di legge più favorevoli per il partito filomacedone.
Demade mantenne la stessa condotta anche nei confronti di Alessandro Magno, figlio e successore di Filippo, e il suo eccessivo zelo verso di lui costrinse gli Ateniesi, incapaci di sopportarlo, a multarlo pesantemente. Quando Arpalo giunse ad Atene Demade si fece subito corrompere. Più tardi, quando Alessandro chiese che gli venissero consegnati gli oratori che avevano istigato il popolo contro di lui, Demade venne corrotto dai sostenitori di Demostene con cinque talenti per salvare lui e gli altri oratori con la sua influenza. Il popolo approvò un decreto in cui discolpava gli oratori ma prometteva di consegnarli se fossero stati ritenuti colpevoli; quindi Demade, insieme a pochi altri, fu inviato come ambasciatore ad Alessandro e indusse il re a perdonare gli Ateniesi e i loro oratori.
Nel 331 a.C. Demade ebbe la gestione di una parte del tesoro di Atene, e quando il popolo gli chiese una somma di denaro per sostenere chi si era ribellato contro Alessandro, Demade li persuase a desistere. Il suo operato politico proseguì facendo gli interessi macedoni ma accettando talvolta tangenti dal partito opposto; in questo modo accumulò grandi ricchezze che vennero però sperperate per la sua vita stravagante e dissoluta. Egli giunse persino a violare alcune leggi, venendo pesantemente multato, una volta anche con l'atimia, il disonore.
Nel 322 a.C., quando Antipatro marciò con l'esercito contro Atene, il popolo, terrorizzato dato che non aveva nessuno che potesse trattare con il generale, ritirò l'accusa di atimia nei confronti di Demade e lo inviò, insieme a Focione e altri, come ambasciatore ad Antipatro, che però, forse su incitazione di Demade, rifiutò di concedere la pace se non con una completa sottomissione della città. Nel 318 a.C., mentre Antipatro era malato in Macedonia, gli Ateniesi, che mal sopportavano la pressione della guarnigione macedone in città, gli inviarono Demade come ambasciatore con una petizione per rimuovere il presidio. Antipatro dapprima fu incline ad accettare la richiesta, ma quando Demade se ne andò, scoprì alcune lettere inviate da Demade a Perdicca in cui l'oratore lo esortava a venire in Europa ed attaccare Antipatro. Questo dapprima mantenne segreta la sua scoperta, ma quando Demade tornò per sapere la risposta, lo fece imprigionare insieme a suo figlio Demea, che lo aveva accompagnato, e li fece mettere a morte, secondo Plutarco per mezzo di suo figlio Cassandro.

## Carattere
Demade è considerato un uomo senza principi, volubile e meschino, che accettava tangenti da qualunque fazione, sempre pronto a tradire la sua nazione o la sua fazione politica. Gli antichi lo ricordano infatti per la sua vita dissoluta. Egli fece carriera grazie alla sua eloquenza, che fu un dono naturale più che il frutto di esercizio. Durante le orazioni, infatti, stupiva tutti per la forza d'animo che metteva nell'azione, tanto che Quintiliano lo pone sullo stesso livello di Pericle; tuttavia egli indirizzò nel modo sbagliato quest'abilità, tanto che Plutarco ne parla come "la rovina del suo Paese".

## Opere
Anche se Cicerone e Quintiliano affermano che Demade non mise per iscritto nessuna delle sue orazioni, oggi si ritiene che di lui ci resti un discorso, la cui autenticità non è dimostrata, reperibile nel tomo quarto degli Oratores greci di Johann Jakob Reiske.